# Srećko Bogdan
Srećko Bogdan (ur. 5 stycznia 1957 w miejscowości Mursko Središće) – chorwacki piłkarz występujący na pozycji obrońcy. Reprezentant Jugosławii. Trener piłkarski.

## Kariera klubowa
Bogdan jako junior grał w zespołach Rudar Mursko Središće oraz NK Čakovec. W 1974 roku trafił do Dinama Zagrzeb, grającego w pierwszej lidze jugosłowiańskiej. Wraz z Dinamem wywalczył mistrzostwo Jugosławii (1982), dwa wicemistrzostwa Jugosławii (1977, 1979) oraz dwa Puchary Jugosławii (1980, 1983).
W 1985 roku przeszedł do niemieckiego Karlsruher SC z 2. Bundesligi. W sezonie 1986/1987 awansował z nim do Bundesligi. Zadebiutował w niej 1 sierpnia 1987 w zremisowanym 1:1 meczu z 1. FC Köln. 10 września 1988 w wygranym 3:1 pojedynku z 1. FC Nürnberg strzelił swojego pierwszego gola w Bundeslidze. Graczem Karlsuher SC był przez osiem sezonów. W 1993 roku zakończył karierę.

## Kariera reprezentacyjna
W reprezentacji Jugosławii Bogdan zadebiutował 30 stycznia 1977 w wygranym 1:0 towarzyskim meczu z Kolumbią. W latach 1977–1983 w kadrze Jugosławii rozegrał 11 spotkań.
W 1990 roku Bogdan rozegrał też dwa spotkania w reprezentacji Chorwacji. Po raz pierwszy zagrał w niej 22 grudnia 1990 w wygranym 2:0 towarzyskim pojedynku z Rumunią, w którym strzelił też gola, a po raz drugi 19 czerwca 1991 w wygranym 1:0 towarzyskim meczu ze Słowenią.

## Kariera trenerska
W swojej karierze trenerskiej Bogdan prowadził zespoły VfR Mannheim, Inter Zaprešić, HNK Segesta oraz NK Međimurje. Wcześniej był też asystentem trenera w Karlsruher SC.